# Liao Jingzong
Liao Jingzong (chinesisch 遼景宗; persönlicher Name Yelü Xian; * 1. September 948; † 13. Oktober 982) war ab März 969 bis zu seinem Tod der fünfte Kaiser der vom Volk der Kitan gegründeten Liao-Dynastie. Seinen größten militärischen Konflikt hatte er mit dem aufstrebenden Reich der Song-Dynastie zu bestehen.

## Leben
Yelü Xian war ein Sohn von Kaiser Shizong (regierte von 947 bis 951) und dessen Gattin Xiao Sagezhi († 951). Er folgte 969 Kaiser Muzong, nachdem dieser während eines Jagdausflug von seinen Dienern ermordet worden war. Bekannt wurde er später als Kaiser unter dem Tempelnamen Jingzong. Zur Gemahlin nahm er eine Kusine zweiten Grades, Kaiserin Ruizhi († 1009) aus dem Xiao-Clan. Er konnte sich sowohl auf die Unterstützung der Führungselite der Kitan als auch der Han-Chinesen stützen. Daher nahm er auch Angehörige der Han-Chinesen als Beamte in seinen Regierungsapparat auf und ernannte einen von ihnen zum Minister für die Angelegenheiten des Südens sowie zum Herzog von Qin. Hierdurch erreichte er eine höhere Effizienz der Regierungsarbeit. Ferner war er für konstruktive Kritik offen und ging hart gegen Korruption vor. So entließ er bestechliche und inkompetente Beamte.
Während der Regierungszeit von Jingzong wurde die 960 gegründete Song-Dynastie ein bedeutender Machtfaktor in China und besiegte mehrere Nachbarstaaten. Das Nördliche Han-Reich (951–979) fühlte sich daher bedroht wollte ab 971 durch monatliche Freundschaftsmissionen engere Beziehungen mit der Liao-Dynastie aufnehmen. Bemühungen der Song, Kaiser Jingzong durch ab 974 geführte Verhandlungen zur Neutralität im Konflikt zwischen den Song und Nördlichen Han zu bewegen, scheiterten. Als Truppen der Song 976 und 977 dennoch im Nördlichen Han-Reich einfielen, wurden sie beide Male durch intervenierende Truppen der Kitan zurückgeschlagen. 979 unternahmen die Streitkräfte der Song einen dritten Invasionsversuch und fingen diesmal ein den Nördlichen Han zu Hilfe eilendes Heer der Kitan unterwegs ab und schlugen es. Der Song-Kaiser Taizong eroberte im Sommer 979 Taiyuan und annektierte das Nördliche Han-Reich. Als er mit seinen bereits erschöpften Truppen ins Liao-Reich einfiel, wurde er nach einigen erfolgreichen Gefechten in einer Feldschlacht am Gaoliang-Fluss nahe Peking entscheidend besiegt. Taizong wurde verwundet und floh in einem Eselkarren nach Süden. Nach diesem Triumph unternahm Jingzong 980 seinerseits eine Strafexpedition gegen die Song und schlug eine von deren Armeen. Ein weiterer, zwei Jahre später unternommener Feldzug endete aber mit einer Niederlage, und Jingzong musste den Rückzug antreten.
Außer dem Konflikt mit den Song hatten die Kitan u. a. 973 Auseinandersetzungen mit den Tanguten. 975 kam es Streitigkeiten mit dem Jeongan-Reich, einem Nachfolgestaat des 926 von den Kitan zerstörten Königreichs Balhae. Streitkräfte der Kitan machten daraufhin einen Einfall nach Jeongan, der jedoch scheiterte. Die Jurchen plünderten 973 und 976 Gebiete des Liao-Reichs. 981 versuchten gefangene chinesische Soldaten einen Sohn von Prinz Xiyin, einem Enkel des Reichsgründers Abaoji, als neuen Herrscher zu inthronisieren. Diese Verschwörung schlug aber fehl, und Xiyin musste Selbstmord verüben. Am 13. Oktober 982 erkrankte Kaiser Jingzong während eines Jagdausflugs und starb in seinem Lager im Alter von 34 Jahren. Kurz vor seinem Tod verfügte er, dass sein ältester Sohn Longxu, der erst 11 Jahre alt war, ihm auf den Thron folgen sollte. Als neuer Kaiser erhielt Longxu später den Tempelnamen Shengzong und regierte fast ein halbes Jahrhundert bis zu seinem Tod im Juni 1031.